# سرية قطبة بن عامر بن حديدة
سرية قطبة بن عامر بن حديدة، إلى «خثعم» في شهر صفر سنة 9 هـ.

## مجريات السرية
بعث النبي محمد «قطبة بن عامر بن حديدة» في 20 رجلاً إلى حي من خثعم بناحية «تبالة»، وأمره أن يشن الغارة عليهم فخرجوا على 10 من البعير، يتعقبونها فأخذوا رجلاً فسألوه فاستعجم عليهم فجعل يصيح بالحاضر ويحذرهم فضربوا عنقه، ثم أمهلوا حتى نام الحاضر فشنوا عليهم الغارة فاقتتلوا قتالاً شديدًا، حتى كثر الجرحى في الفريقين جميعًا وقتل قطبة بن عامر من قتل وساقوا النعم والشاء والنساء إلى المدينة.